# Powiat Waldshut
Powiat Waldshut (niem. Landkreis Waldshut) – powiat w Niemczech, w kraju związkowym Badenia-Wirtembergia, w rejencji Fryburg, w regionie Hochrhein-Bodensee. Stolicą powiatu jest miasto Waldshut-Tiengen.

## Podział administracyjny
W skład powiatu Waldshut wchodzi:
- siedem gmin miejskich (Stadt)
- 25 gmin wiejskich (Gemeinde)
- cztery wspólnoty administracyjne (Vereinbarte Verwaltungsgemeinschaft)
- cztery związki gmin (Gemeindeverwaltungsverband).

Miasta:
| Lp. | Nazwa miasta            | Ludność (31.12.2010) | Powierzchnia km² |
| --- | ----------------------- | -------------------- | ---------------- |
| 1   | Bad Säckingen           | 16.765               | 25,34            |
| 2   | Bonndorf im Schwarzwald | 6.848                | 76,03            |
| 3   | Laufenburg (Baden)      | 8.654                | 23,58            |
| 4   | St. Blasien             | 3.923                | 54,36            |
| 5   | Stühlingen              | 5.180                | 93,20            |
| 6   | Waldshut-Tiengen        | 22.859               | 77,98            |
| 7   | Wehr                    | 12.771               | 35,66            |

Gminy wiejskie:
| Lp. | Nazwa gminy                | Ludność (31.12.2010) | Powierzchnia km² |
| --- | -------------------------- | -------------------- | ---------------- |
| 1   | Albbruck                   | 7.276                | 39,69            |
| 2   | Bernau im Schwarzwald      | 1.898                | 38,04            |
| 3   | Dachsberg (Südschwarzwald) | 1.403                | 35,60            |
| 4   | Dettighofen                | 1.081                | 14,39            |
| 5   | Dogern                     | 2.255                | 7,45             |
| 6   | Eggingen                   | 1.660                | 13,95            |
| 7   | Görwihl                    | 4.343                | 50,42            |
| 8   | Grafenhausen               | 2.234                | 48,55            |
| 9   | Häusern                    | 1.248                | 8,88             |
| 10  | Herrischried               | 2.743                | 37,50            |
| 11  | Höchenschwand              | 2.566                | 29,55            |
| 12  | Hohentengen am Hochrhein   | 3.644                | 27,55            |
| 13  | Ibach                      | 391                  | 21,39            |
| 14  | Jestetten                  | 5.128                | 20,63            |
| 15  | Klettgau                   | 7.420                | 45,87            |
| 16  | Küssaberg                  | 5.468                | 26,16            |
| 17  | Lauchringen                | 7.552                | 12,76            |
| 18  | Lottstetten                | 2.161                | 13,39            |
| 19  | Murg                       | 6.764                | 20,90            |
| 20  | Rickenbach                 | 3.868                | 34,65            |
| 21  | Todtmoos                   | 2.014                | 28,09            |
| 22  | Ühlingen-Birkendorf        | 5.138                | 77,06            |
| 23  | Weilheim                   | 3.067                | 35,64            |
| 24  | Wutach                     | 1.218                | 30,48            |
| 25  | Wutöschingen               | 6.600                | 26,47            |

Wspólnoty administracyjne:
| Lp. | Nazwa wspólnoty administracyjnej | Ludność (31.12.2010) | Powierzchnia km² | Liczba gmin |
| --- | -------------------------------- | -------------------- | ---------------- | ----------- |
| 1   | Bad Säckingen                    | 30.140               | 118,39           | 4           |
| 2   | Bonndorf im Schwarzwald          | 8.066                | 106,51           | 2           |
| 3   | Waldshut-Tiengen                 | 35.733               | 133,83           | 4           |
| 4   | Wutöschingen                     | 8.260                | 40,42            | 2           |

Związki gmin:
| Lp. | Nazwa związku gmin | Ludność (31.12.2010) | Powierzchnia km² | Liczba gmin |
| --- | ------------------ | -------------------- | ---------------- | ----------- |
| 1   | Jestetten          | 8.370                | 48,41            | 3           |
| 2   | Küssaberg          | 9.112                | 53,71            | 2           |
| 3   | Oberes Schlüchttal | 7.372                | 125,61           | 2           |
| 4   | St. Blasien        | 13.443               | 215,91           | 7           |